# Хархурський гідровузол
Хархурський гідровузол — гідротехнічний комплекс в Узбекистані на річці Зеравшан, що виконує важливу вододільну функцію в системі каналів Бухарської оази. Також відомий як Дуобінський гідровузол (за два з половиною кілометри нижче від сучасного Хархурського гідровузла була стара вододільна споруда Дуоба).
Перші споруди Хархурського гідровузла ввели в дію у 1951 році. Наразі до його складу входять (у напрямку від лівого берега долини до правого):
- бетонний оголовок із чотирма шлюзами з проємами шириною по 6 метрів та загальною пропускною здатністю 160 м3/с, що міститься на початку Верхньо-Бухарського каналу. По останньому води Зеравшану можливо було скидувати до Куюмазарського водосховища (введене в експлуатацію в 1958-му), а згодом Верхньо-Бухарський канал переключили на Тудакульське водосховище (введене в 1977 році);
- оголовок малого каналу Зармітан, що складається із двох бетонних труб прямокутного перетину з затворами, які разом можуть перепускати 6 м3/с;
- зведений у природному руслі річки бетонний оголовок із чотирма шлюзами з проємами шириною по 6 метрів та загальною пропускною здатністю 122 м3/с. Споруда може пропускати ресурс до каналу Шахруд, який на початковій ділянці прямував по руслу Зеравшану. Після спорудження в 1965-му першої черги Аму-Бухарського каналу, що подав ресурс до Шахруду дещо більш ніж за десяток кілометрів від його початку, перепуск води по першій (природній) ділянці каналу Шахруд майже припинився;
- розташований за понад дві сотні метрів від попереднього бетонний оголовок із чотирма шлюзами з проємами шириною по 6 метрів та загальною пропускною здатністю 60 м3/с, що міститься на початку каналу Вабкентдар'я. Цей оголовок ввели в дію у 1958-му.
За пів кілометра вище по течії Зеравшану від Хархурського гідровузла розташоване завершення Хархурської гілки другої черги Аму-Бухарського каналу (запущена в 1976-му), яка здатна подавати великі обсяги води походженням з Амудар'ї.
Можливо також відзначити, що вище на Зеравшані є Шафірканський гідровузол, а нижче на перетині каналів Шахруд та Північно-Західна гілка — Хачкабський гідровузол (втім, останній не регулює рух води по руслу Зеравшану).